# Skromni bohaterowie: Krótkie filmy Studia Ponoc
Skromni bohaterowie: Krótkie filmy Studia Ponoc (jap. ちいさな英雄－カニとタマゴと透明人間－ Chiisana eiyū: Kani to Tamago to Tōmei Ningen) – trzyczęściowa japońska antologia filmowa wyprodukowana przez Studio Ponoc. Składa się z trzech krótkich filmów wyreżyserowanych przez Hiromasę Yonebayashiego, Yoshiyukiego Momose i Akihiko Yamashitę.

## Fabuła

### Kanini & Kanino
Kanini i Kanino to rodzeństwo słodkowodnych krabów, które żyje pod wodą w pobliskim strumieniu wraz z ojcem. Kiedy nagle zostają sami, rodzeństwo wyrusza w niebezpieczną podróż, aby znaleźć swojego ojca.

### Life Ain’t Gonna Lose
Shun rodzi się z alergią na jajka. Każdego dnia jego rodzina koncentruje się na ochronie Shuna przed kontaktem z tym składnikiem. Chłopiec musi jeść specjalne posiłki w szkole, jego koledzy z klasy muszą uważać przy nim ze swoim jedzeniem, a także musi wziąć pod uwagę swoją alergię rozważając wyjazd na szkolną wycieczkę. W tym samym czasie jego matka próbuje utrzymać karierę jako nauczycielka tańca. Pewnego dnia Shun nieświadomie znajduje się w niebezpieczeństwie.

### Invisible
Pewien mężczyzna zmaga się z tym, że jest niezauważany przez otaczających go ludzi. Przez cały dzień jest ignorowany przez wszystkich, lecz niespodziewane wydarzenie sprawia, że niewidzialny człowiek dostaje okazję stać się bohaterem.

## Obsada
Źródło: 

### Kanini & Kanino
Kanini (jap. カニーニ Kaniini)
Seiyū: Fumino Kimura 
Kanino (jap. カニーノ Kaniino)
Seiyū: Rio Suzuki 

### Life Ain’t Gonna Lose
Mama (jap. ママ)
Seiyū: Machiko Ono 
Shun Yashima (jap. 矢嶋シュン Yashima Shun)
Seiyū: Sōta Shinohara 
Tata (jap. パパ Papa)
Seiyū: Kentarō Sakaguchi 
Doktor (jap. 医者 Isha)
Seiyū: Kentarō Sakaguchi 

### Invisible
Niewidzialny człowiek (jap. 透明人間 Tōmei ningen)
Seiyū: Joe Odagiri 
Stary człowiek (jap. 盲目の男性 Mōmoku no dansei)
Seiyū: Min Tanaka 

## Produkcja
Studio Ponoc ogłosiło 27 marca 2018 roku, że rozpoczyna nowy projekt o nazwie Ponoc Short Films Theatre (jap. ポノック短編劇場 Ponokku Tanpen Gekijō) – animowaną antologię filmową, podzieloną na tomy w oparciu o ich temat. Ogłosili też, że pierwszy tom będzie nosił tytuł Skromni bohaterowie i będzie się składał z trzech filmów krótkometrażowych wyreżyserowanych przez byłych pracowników Studia Ghibli: Hiromasę Yonebayashiego, Yoshiyukiego Momose i Akihiko Yamashitę. Producentem filmu był Yoshiaki Nishimura. 18-minutowa animacja Kanini & Kanino (jap. カニーニとカニーノ) Yonebayashiego to przygodowy film fantasy z muzyką skomponowaną przez Takatsugu Muramatsu, który wcześniej współpracował z reżyserem przy filmach Marnie. Przyjaciółka ze snów oraz Mary i kwiat czarownicy. 16-minutowa animacja Life Ain’t Gonna Lose (jap. サムライエッグ Samurai Eggu) to dramat filmowy z muzyką Masanoriego Shimady. Była to jego pierwsza ścieżka dźwiękowa do filmu; wcześniej pracował tylko w telewizji. 13-minutowy Invisible (jap. 透明人間 Tōmei ningen) to film akcji z muzyką Yasutaki Nakaty. Końcowa piosenka antologii, „Chiisana eiyū”, została wykonana przez Kaelę Kimurę.
Film pierwotnie miał składać się z czterech, a nie trzech segmentów, przy czym czwarty miał zostać wyreżyserowany przez reżysera Studia Ghibli – Isao Takahatę. Jednak Takahata zmarł 5 kwietnia 2018 roku, więc film został ograniczony do trzech segmentów.